# Baggy Point
Baggy Point – wieś w Anglii, w hrabstwie Devon, w dystrykcie North Devon. Leży 69 km na północny zachód od miasta Exeter i 290 km na zachód od Londynu.